# Moonfog Productions
Moonfog Productions ist ein norwegisches Musiklabel, das vom Bandleader von Satyricon, Sigurd „Satyr“ Wongraven, und Tormod Opedal gegründet wurde. Es wurde im Januar 1993 gegründet, die erste Veröffentlichung des Labels war Satyricons Dark Medieval Times. Das Label ist zwar auf Black-Metal-Bands spezialisiert, Satyr lehnt aber auch Veröffentlichungen aus anderen Genres nicht ab, solang ihm die Musik gefällt.
Um sich mehr um seine eigene Band, Satyricon, zu kümmern, wird das Label heutzutage vorwiegend durch Opdeal und diverse Angestellte geleitet.

## Bands
- Darkthrone (circa 1995 bis 2004)
- Dødheimsgard
- Disiplin
- Eibon
- Gehenna
- Isengard
- Khold
- Neptune Towers
- Satyricon
- Storm
- Thorns
- Wongraven

## Veröffentlichungen
| Nummer    | Band               | Album                                                             | Format                 |
| --------- | ------------------ | ----------------------------------------------------------------- | ---------------------- |
| FOG 001   | Satyricon          | Dark Medieval Times                                               | CD                     |
| FOG 002   | Neptune Towers     | Caravans to Empire Algol                                          | CD                     |
| FOG 003   | Satyricon          | The Shadowthrone                                                  | CD/LP                  |
| FOG 004   | Storm              | Nordavind                                                         | CD/LP                  |
| FOG 005   | Darkthrone         | Panzerfaust                                                       | CD/LP                  |
| FOG 006   | Wongraven          | Fjelltronen                                                       | CD                     |
| FOG 007   | Isengard           | Høstmørke                                                         | CD                     |
| FOG 008   | Neptune Towers     | Transmissions from Empire Algol                                   | CD                     |
| FOG 009   | Satyricon/Enslaved | The Forest Is My Throne/Yggdrasill                                | CD/LP+7"               |
| FOG 010   | Verschiedene       | Crusade From the North                                            | DCD/2xLP (ausverkauft) |
| FOG 011   | Darkthrone         | Total Death                                                       | CD/LP/MC               |
| FOG 012   | Satyricon          | Nemesis Divina                                                    | CD/LP                  |
| FOG 013   | Darkthrone         | Goatlord                                                          | CD/LP                  |
| FOG 014   | Satyricon          | Megiddo – Mother North in the Dawn of a New Age                   | MCD/12"                |
| FOG 015   | Gehenna            | Deadlights                                                        | CDS                    |
| FOG 016   | Gehenna            | Adimiron Black                                                    | CD/LP                  |
| FOG 017   | Dødheimsgard       | Satanic Art                                                       | MCD                    |
| FOG 018   | Verschiedene       | Darkthrone Holy Darkthrone – Eight Norwegian Bands Paying Tribute | CD                     |
| FOG 019   | Thorns/Emperor     | Thorns Vs Emperor                                                 | CD                     |
| FOG 020   | Dødheimsgard       | 666 International                                                 | CD/LP                  |
| FOG 021   | Satyricon          | Intermezzo II                                                     | MCD                    |
| FOG 022   | Satyricon          | Rebel Extravaganza                                                | CD/PD                  |
| FOG 023   | Darkthrone         | Ravishing Grimness                                                | CD/LP/Picture Disc     |
| FOG 024   | Verschiedene       | Moonfog 2000 – A Different Perspective                            | DCD                    |
| FOG 025   | Gehenna            | Murder                                                            | CD/LP                  |
| FOG 026   | Thorns             | Thorns                                                            | CD                     |
| FOG 027   | Khold              | Masterpiss of Pain                                                | CD                     |
| FOG 028   | Darkthrone         | Plaguewielder                                                     | LP (ausverkauft) / CD  |
| FOG 029   | Khold              | Phantom                                                           | CD                     |
| FOG 030   | Satyricon          | Ten Horns – Ten Diadems                                           | CD                     |
| FOG 031   | Satyricon          | Volcano                                                           | DLP                    |
| FOG 032   | Darkthrone         | Hate Them                                                         | CD/LP                  |
| FOG 033   | Disiplin           | Disiplin                                                          | CD                     |
| FOG 034   | Darkthrone         | Sardonic Wrath                                                    | CD/LP                  |
| FOG 035   | Disiplin           | Anti-Life                                                         | CD                     |
| FOG 036   | Gehenna            | WW                                                                | CD                     |
| FOG 037   | DHG                | Supervillain Outcast                                              | CD                     |
| FOGVD 001 | Satyricon          | Mother North                                                      | VHS (ausverkauft)      |
| FOGVD 002 | Satyricon          | Roadkill Extravaganza                                             | VHS/DVD                |